# أندريه سواريس (كرة يد)
أندريه سواريس (بالبرتغالية: André Soares) مواليد 13 فبراير 1984، هو لاعب كرة يد برازيلي يلعب كجناح أيسر. مثل منتخب البرازيل لكرة اليد. شارك في دورة الألعاب الأولمبية الصيفية سنة 2016. حقق المركز الأول في دورة الألعاب الأمريكية 2015.

## الميداليات
| الميدالية | المسابقة                    |
| --------- | --------------------------- |
| ذهبية     | دورة الألعاب الأمريكية 2015 |

## روابط خارجية
- أندريه سواريس على موقع أوليمبيديا (الإنجليزية)
- أندريه سواريس على موقع اللجنة الأولمبية البرازيلية (البرتغالية)